# سیارک ۹۴۰۷
سیارک ۹۴۰۷ (به انگلیسی: 9407 Kimuranaoto، نامگذاری:1994WS3) نه هزار و چهارصد و هفتمین سیارک کشف شده‌است که در ۲۸ نوامبر ۱۹۹۴ کشف شد.
قدر مطلق سیارک برابر ۱۳٫۸۰ است.